# Zuzana Bydžovská
Zuzana Bydžovská (* 19. října 1961 Most) je česká filmová a divadelní herečka, držitelka tří Českých lvů. Pochází z lékařské rodiny, má dvě děti.

## Divadlo
Po ukončení studií na Státní konzervatoři v Praze se stala členkou hereckého souboru Divadla Na zábradlí. V letech 1990–2000 hrála v Národním divadle a od divadelní sezóny 2000/2001 je opět členkou Divadla Na zábradlí. Hostuje v divadlech Ungelt, Kalich a v divadelním spolku Depresivní děti touží po penězích.

## Film
Na svém účtu má 82 filmových, 43 seriálových a bezpočet divadelních rolí . Debutovala v roce 1973 ve filmu režisérky Věry Plívové-Šimkové nazvaném Přijela k nám pouť. Stala se jednou z nejobsazovanějších českých hereček, zahrála si ve filmech Ten svetr si nesvlíkej, Jestli jednou odejdu. Za roli matky ve filmu Tomáše Vorla Gympl obdržela Českého lva 2007 za nejlepší herecký výkon ve vedlejší roli. Ve filmu Venkovský učitel režiséra Bohdana Slámy si zahrála po boku Pavla Lišky roli statkářky. Za tuto roli taktéž obdržela cenu Český lev, tentokrát za nejlepší ženský herecký výkon v hlavní roli, a rovněž cenu na Stockholmském filmovém festivalu.

## Filmografie

### Film
- 1973 Přijela k nám pouť – Vendulka
- 1976 Konečně si rozumíme – Pavla
- 1977 Jak se točí Rozmarýny – klapka Lilka
- 1979 Božská Ema – nevěsta
- 1980 Karline manželstvá – Kurhajcová
- 1980 Ten svetr si nesvlíkej – Míša
- 1983 Tisícročná včela – Stázka
- 1986 Utekajme, už ide! – Olga Syslová
- 1987 Figurky ze šmantů – Tonička
- 1993 Helimadoe – Lída
- 1994 Učitel tance – Miluška
- 1996 Agáta povídka Myslivec – žena
- 1996 Akáty bílé – Anna
- 1997 Knoflíkáři povídka Taxikář – manželka taxikáře
- 2000 Kytice Polednice – matka
- 2001 Cesta do Benátek (krátkometrážní)
- 2002 Archa pro Vojtu – matka
- 2005 Příběhy obyčejného šílenství – Alice
- 2007 Gympl – matka Petra
- 2008 Venkovský učitel – Marie
- 2010 Mamas & Papas – Irena
- 2011 Lidice – Anežka Šímová
- 2014 Vejška – matka Petra
- 2015 Sedmero krkavců – čarodějnice Gabriela
- 2015 Celebrity s.r.o.
- 2015 Barbelo
- 2015 Malý pán – Rybabice
- 2018 Jan Palach
- 2021 Mstitel
- 2025 Pod parou – Vlasta
- 2025 Džob – matka Petra

### Televize
- 1977 Dary hadího krále
- 1984 Ohnivé ženy
- 1985 Jestli jednou odejdu
- 1985 Případ Platfus – právnička
- 1986 O ztracené kuchařce – Valentýnka
- 1987 Mistr Pleticha a pastýř Jehňátko
- 1986 Tchyně
- 1986 Zikmund řečený Šelma ryšavá – Alžběta
- 1986 Možná přijde i kouzelník – příbuzná z Chrudimi
- 1988 Dokonalý muž, dokonalá žena aneb Návštěva mladé dámy
- 1988 O čem sní mladé dívky
- 1989 Sáňkování není povoleno
- 1991 Bláha a Vrchlická – Vrchlická
- 1991 Tvrz
- 1992 S vyloučením veřejnosti
- 1994 Jeden den velkokněžny (z cyklu Z hříček o královnách) – Kateřina
- 1995 Andělský smích – Váňa
- 1995 Den, kdy unesli papeže
- 1998 Milenec lady Chatterleyové – Betty
- 1998 Řecké pašije (TV opera)
- 2002 Na psí knížku – pacientka Mihulová
- 2005 Nepovedený kouzelník
- 2005 Voděnka
- 2007 Křišťálek meč – kovářka
- 2007 Vánoční příběh – Dora
- 2008 Nebe a Vincek – máma

### Televizní seriály
- 1975 My z konce světa
- 1982 Malý pitaval z velkého města epizoda Aranžér
- 1984 Vlak dětství a naděje – Gréta (Winterhilfe)
- 1985 Rozpaky kuchaře Svatopluka – kuchařka Milada
- 1990 Přísahám a slibuji – Lída Šímová
- 1992 Co teď a co potom?
- 1993 Uctivá poklona, pane Kohn epizoda Cestou do synagogy
- 1994 Laskavý divák promine
- 1996 Hospoda – servírka Mařka
- 1999 Hotel Herbich – Helena Herbichová
- 1998 Na lavici obžalovaných justice – Šárka Keberová
- 2000 Přízraky mezi námi
- 2003 Nemocnice na kraji města po dvaceti letech – primářka gynekologie
- 2006 Letiště – Tereza Holerová
- 2007 Hraběnky – Marta
- 2008 Soukromé pasti
  - epizoda Fajn brigáda – Ilona Mertová
  - epizoda DNA jako důkaz – Míla Hojdarová
- 2009 Expozitura – Anna Hajnová
- 2012 Gympl s (r)učením omezeným – Milada Smutná
- 2020 Modrý kód – Jana Mašková